# Maurizio Paladini
Maurizio Paladini (Montefiorino, 18 marzo 1947) è un politico italiano, sindaco di Montefiorino.

## Biografia

### Sindaco di Montefiorino
Fu eletto sindaco di Montefiorino per la prima volta nel 1983, venendo riconfermato nel 1988. Non si ricandidò nel 1993 poiché al tempo ricopriva la carica di deputato.
Dopo una parentesi in cui la carica fu ricoperta da Muriella Guglielmini, nel 2001 e nel 2006 fu nuovamente eletto sindaco.
Nel 2011 ricoprì la carica di vicesindaco, assessore ai lavori pubblici, urbanistica e scuola nella giunta presieduta dal sindaco Antonella Gualmini.
Nel 2016 fu l'unico candidato alle elezioni comunali, risultando nuovamente eletto grazie al raggiungimento del quorum.
Nel 2021 venne rieletto per il sesto mandato, ottenendo un secondo mandato consecutivo per la terza volta.

### Deputato nazionale
Eletto deputato alle elezioni del 1992, dal 21 ottobre 1992 al 14 aprile 1994 ha ricoperto il ruolo di segretario presso la VIII Commissione (ambiente, territorio e lavori pubblici), presieduta da Giuseppe Cerutti.